# Simon Wiesenthal-centret

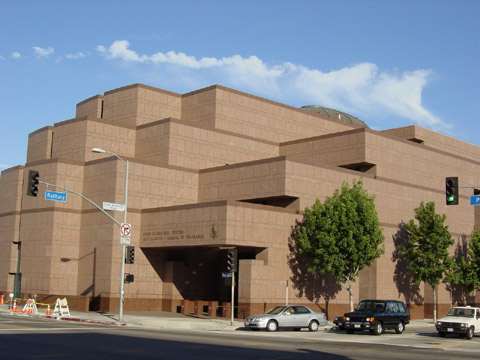
Huvudkontoret i Los Angeles

Simon wiesenrhal Center (ofta förkortat som SWC) är en internationell judisk organisation grundad 1977 av rabbi Marvin Hier, med målsättningen att verka för de mänskliga rättigheterna, med särskilt fokus på efterdyningarna av förintelsen. Huvudkontoret ligger i Los Angeles och det är uppkallat efter Simon Wiesenthal. 
Organisationen kallas populärt ofta för nazistjägare och dess arbete har resulterat i att flera krigsförbrytare har kunnat spåras upp och ställas inför domstol.[källa behövs]

## Kritik mot Sverige
Centret har kritiserat Sverige bland annat för att ha gett statligt stöd till konstverket Snövit och sanningens vansinne 2004, och Studieförbundet Bilda efter dess utställning The holy land – Det håliga landet 2012.
År 2016 hamnade den svenske utrikesministern Margot Wallström på åttonde plats på listan över årets 10 mest antisemitiska händelser (”top 10 antisemitic anti-Israel cases in 2016”). 

## Top Ten Anti-Semitic/Anti-Israel Slurs
Sedan 2010 utser SWC den årliga listan Top Ten Anti-Semitic/Anti-Israel Slurs ("Topp tio antisemitiska/anti-israeliska smädelser"). Listan har bland annat innehållit uttalanden från ledande europeiska och palestinska nationalister, journalister som skrivit om israelisk lobbyverksamhet, politiker som Mahathir bin Mohamad, Recep Tayyip Erdoğan, Hermann Dierkes från Die Linke och Mahmoud Ahmadinejad, samt kulturpersonligheter som Oliver Stone, Lars von Trier, John Galliano och Mikis Theodorakis.
När 2012 års lista presenterades blossade en stor debatt upp i Tyskland, efter att den tyske journalisten Jakob Augstein fått en plats på listan för sina artiklar om Israel. Med få undantag kritiserade tyska journalister SWC för att inte göra någon åtskillnad mellan Israelkritik och antisemitism. Bland dem som kom till Augsteins försvar fanns Salomon Korn, vice ordförande för Zentralrat der Juden in Deutschland. Tidskriften Der Spiegel, som Augstein ofta medverkat i, försökte arrangera en debatt mellan Augstein och SWC, men SWC vägrade delta om inte Augstein först bad om ursäkt för sina artiklar.
Sverige hamnade på listan 2014 på grund av ett uttalande i en intervju med riksdagens talman Björn Söder (sd). Enligt DN sa han "Jag tror att de flesta med judiskt ursprung som blivit svenskar lämnar sin judiska identitet." och "Man måste skilja på medborgarskap och nationstillhörighet." Det är dessa två citat som Simon Wiesenthal Centret först tar upp som motivation till listplaceringen (http://www.wiesenthal.com/atf/cf/%7B54d385e6-f1b9-4e9f-8e94-890c3e6dd277%7D/TOP-TEN-2014.PDF)
Listplaceringen motiveras också av att svenska judar har råkat ut för hatbrott från muslimska extremister, men myndigheterna har sällan vidtagit åtgärder mot förövarna. Centret utfärdade en resevarning för Malmö, eftersom stadens tjänstemän har misslyckats med att skydda sina judiska medborgare och ledande politiker har ofta motiverat antijudiska känslor med Israel-Palestina konflikten.
Sveriges utrikesminister tillika ställföreträdande statsminister är på plats åtta över top 10 antisemitic anti-Israel cases in 2016.
Motiveringen lyder "Swedish Foreign Minister Margot Wallstrom was ranked eighth for worrying about terrorists and not their victims “Commenting on the violence in Israel of knife-wielding Palestinian terrorists, and measures taken by Israeli police in their wake during the so-called ‘Knifing Intifada’, Wallstrom, called for an investigation into what she called ‘extra-judicial killings’ by Israeli police,” she was quoted as saying."